# Ocnișoara, Alba
Ocnișoara (în maghiară Kisakna, în germană Grubendorf) este un sat în comuna Lopadea Nouă din județul Alba, Transilvania, România.

## Date geologice
Prospecțiunile geologice au evidențiat prezența unui masiv de sare in subsolul regiunii. Zăcământul de sare de la Ocnișoara are o poziție diapiră. În ridicarea sa spre suprafață a deformat rocile tortonianului superior. Triturarea acestor depozite se manifestă pe o întindere de mai multe hectare. Ca urmare, eroziunea a activat cu ușurință, dând naștere unui relief plat, acoperit cu o vegetație halofită, pe contul căreia s-a format un sol bogat în substanțe organice ("nămol sapropelic").
Între Ocnișoara și Blaj apar destul de numeroase manifestări hidrosaline (izvoare sărate), așa cum sunt de exemplu cele situate la nord-vest de Dealul Dosului (Ocnișoara), cele din nordul satului Petrisat sau cele din comuna Roșia de Secaș.

## Galerie de imagini

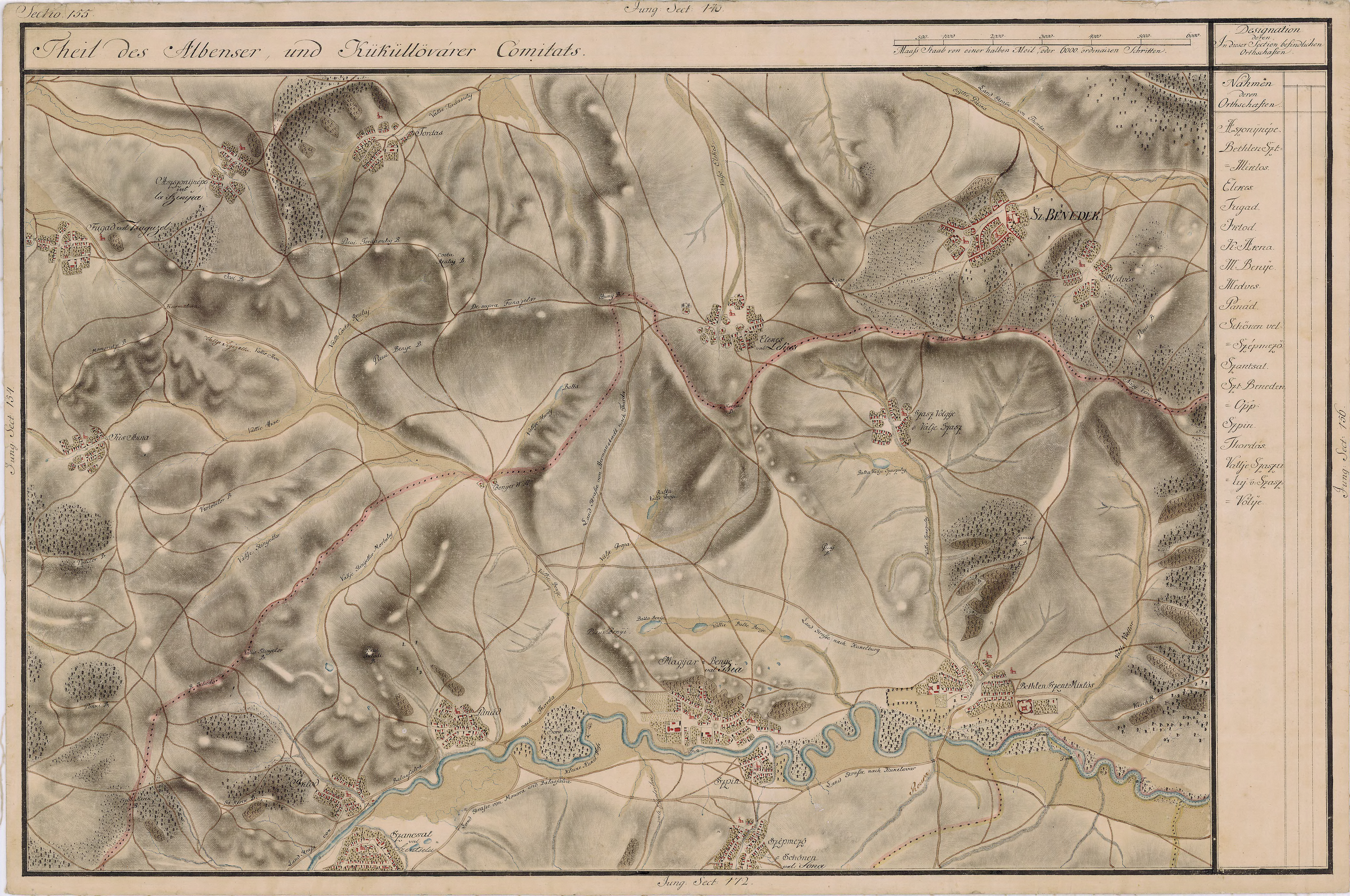
Ocnișoara pe Harta Iosefină a Transilvaniei, 1769-73

 Acest articol despre o localitate din județul Alba este deocamdată un ciot. Puteți ajuta Wikipedia prin completarea lui.